# 比尔森市政厅

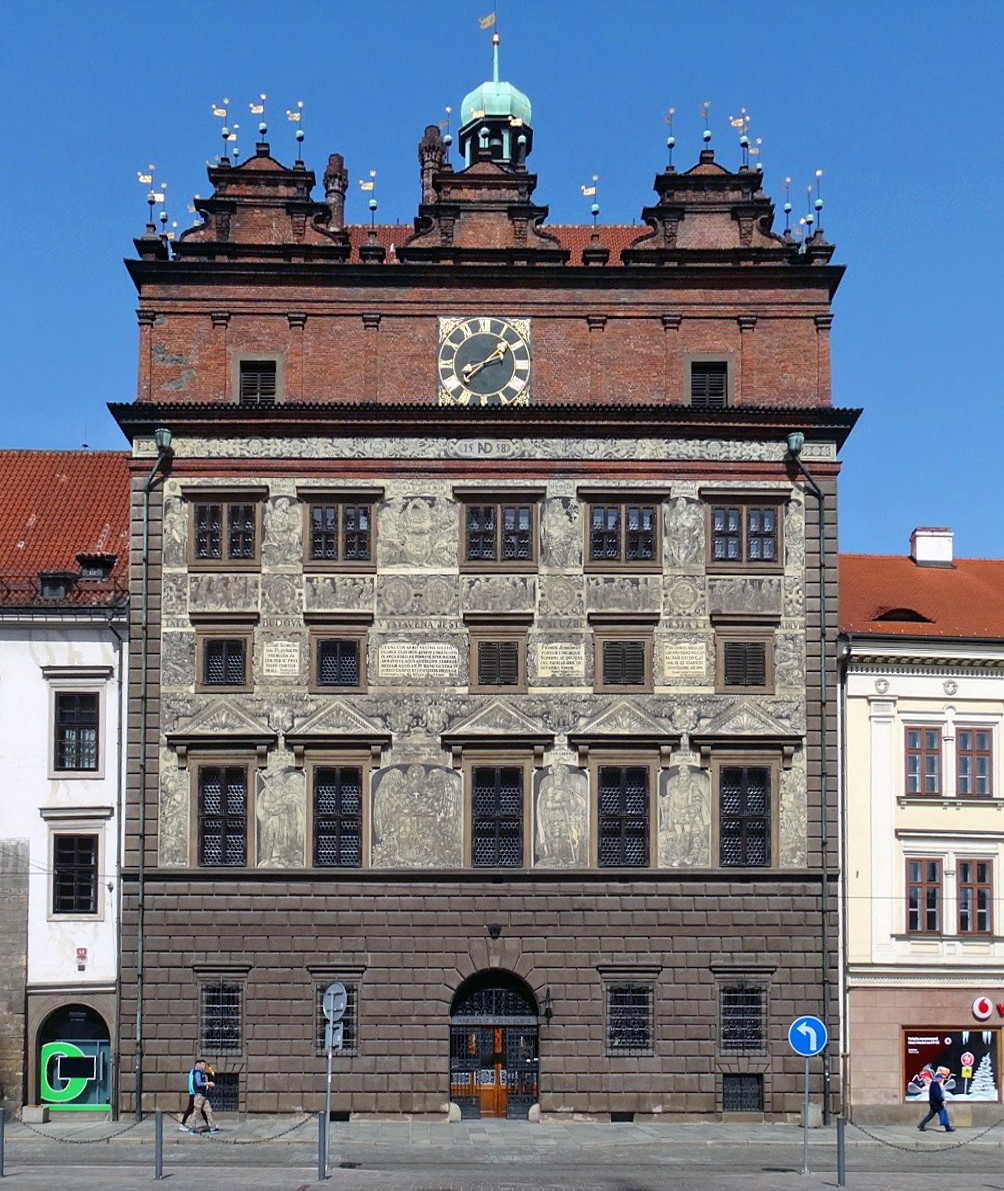
比尔森市政厅

比尔森市政厅（Plzeňská radnice）是捷克共和国比尔森的市政厅，位于共和国广场（Náměstí Republiky）1号（北部），意大利文艺复兴建筑风格。这是第一座文艺复兴建筑，建于15世纪，建筑师是意大利卢加诺人乔瓦尼·德斯塔西亚（Giovanni de Statia）。现已列为捷克共和国保护的文化古迹。1910年由Jan Koula进行了改建。 雕塑描绘：约翰一世、瓦茨拉夫二世、 鲁道夫二世、战争与和平、法律、正义、真理、和比尔森市徽。

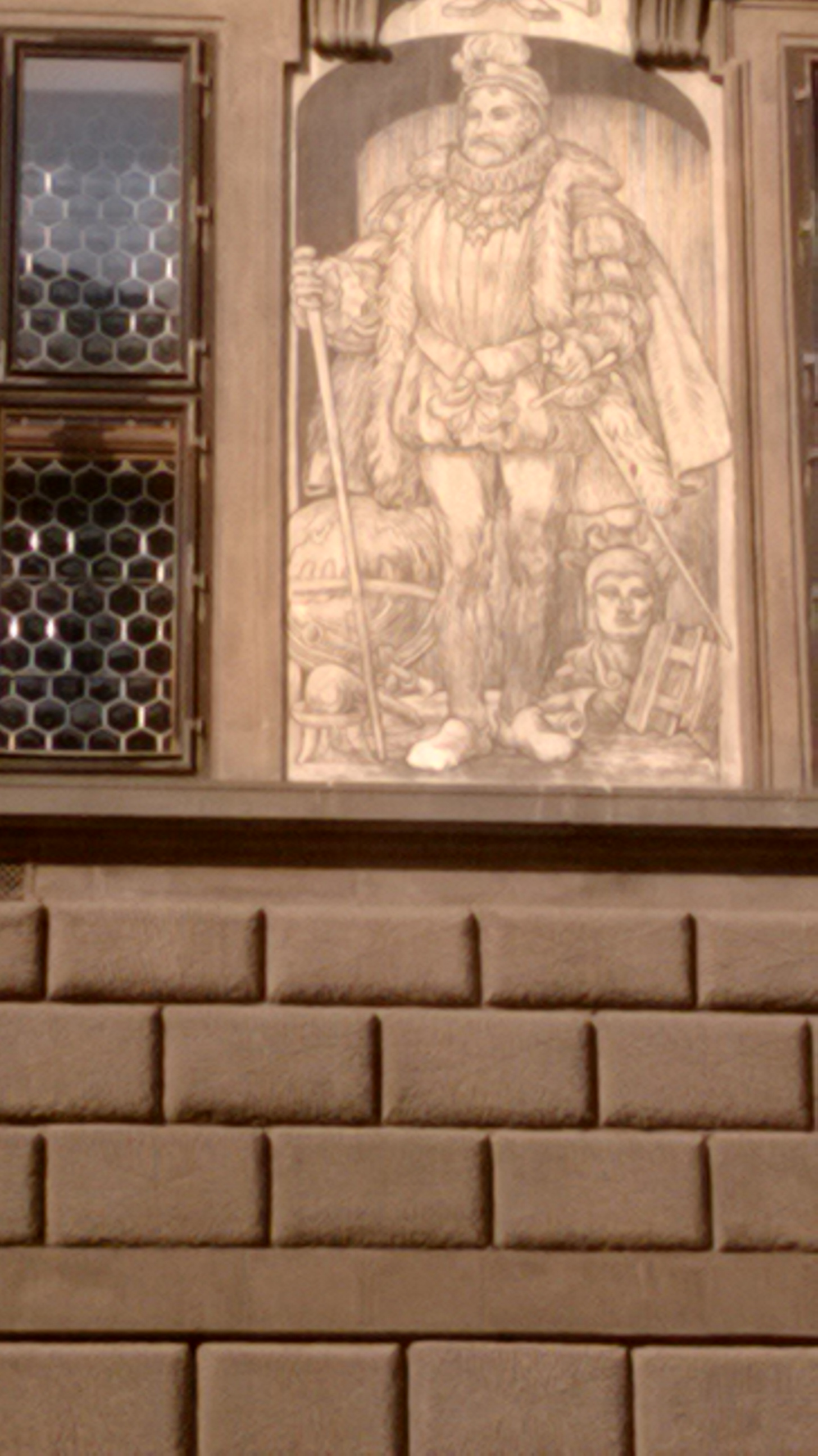
鲁道夫二世
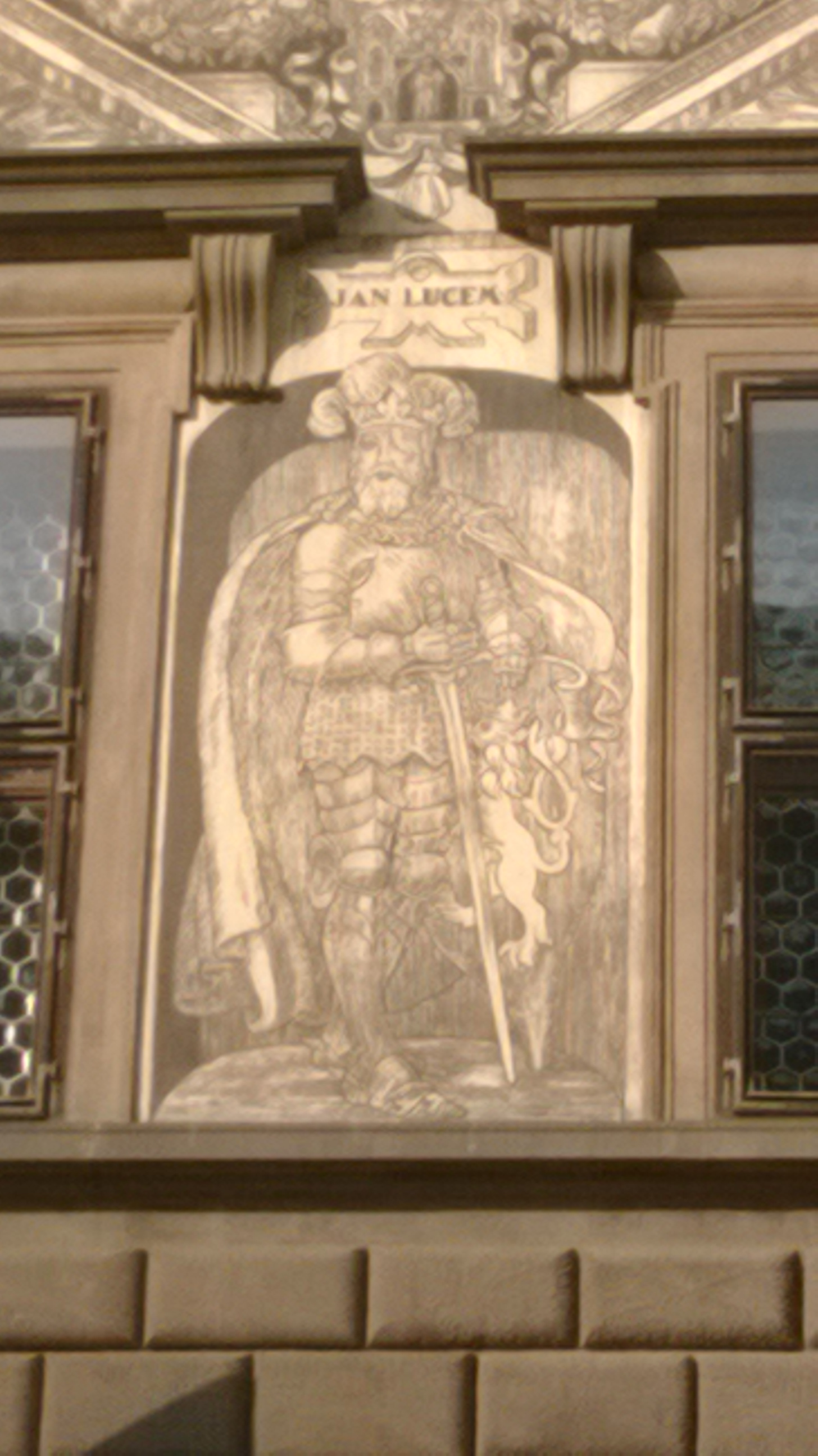
约翰一世
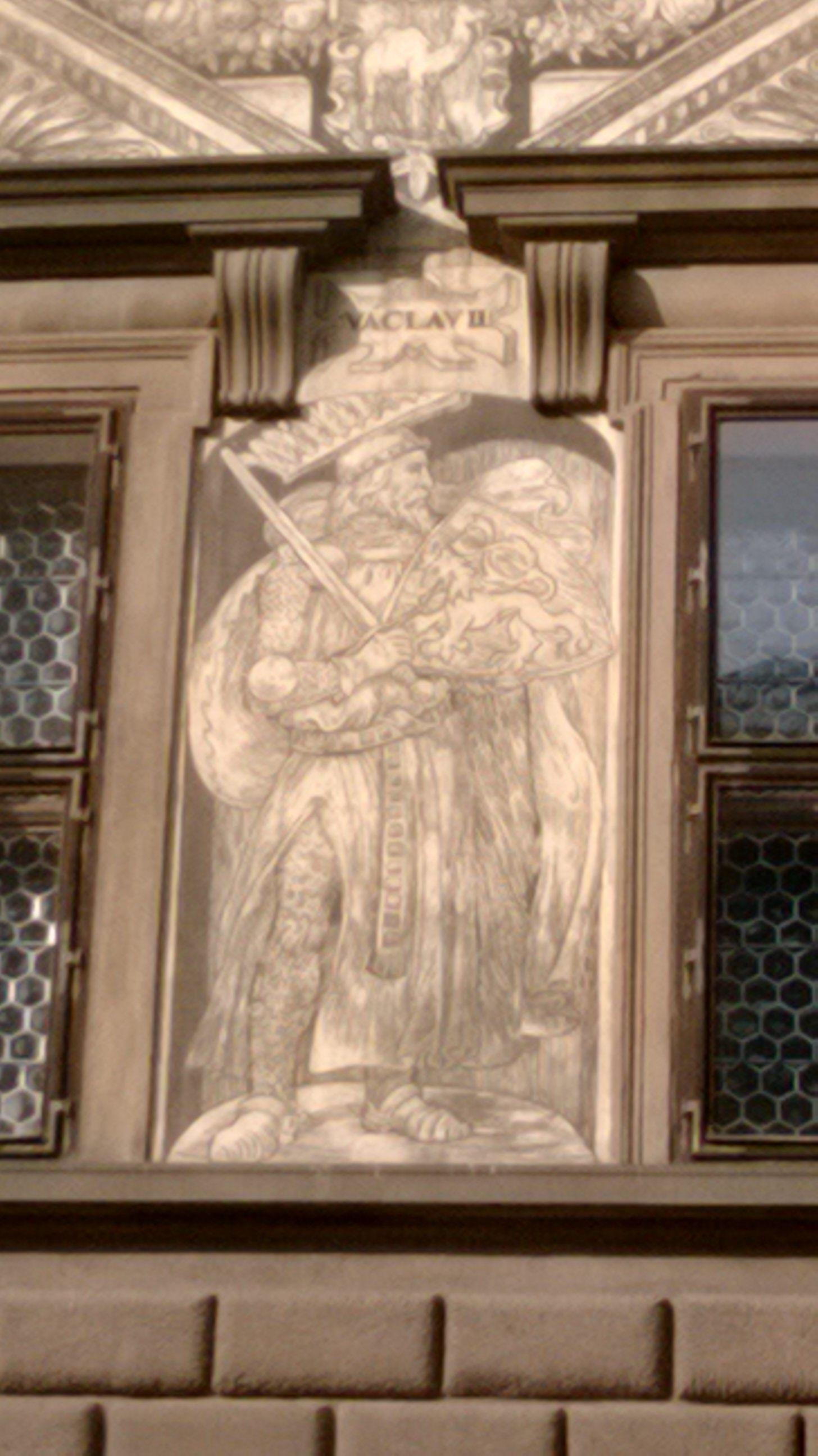
瓦茨拉夫二世
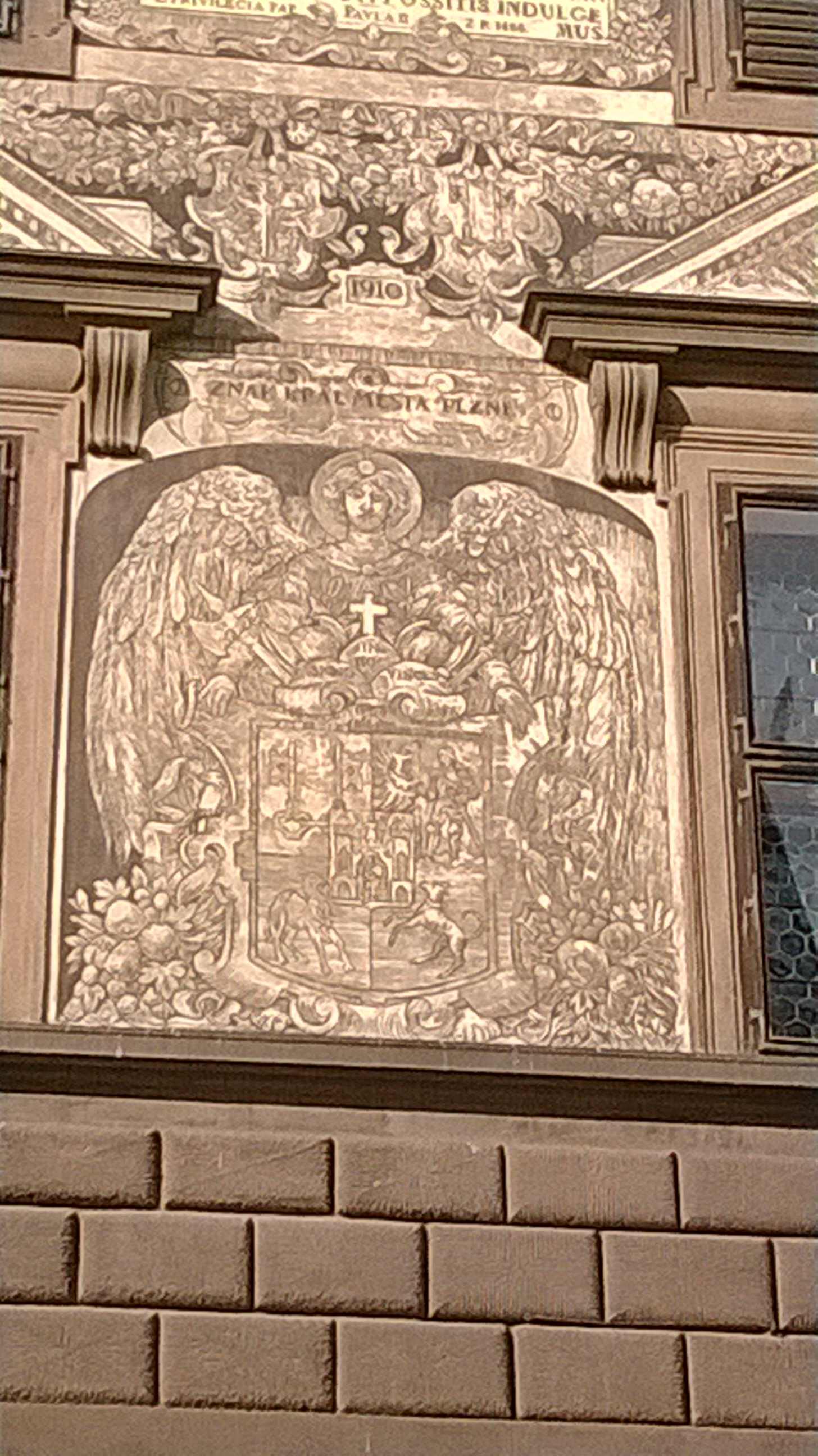